# El virgo de Visanteta
El Virgo de Visanteta è un film storico spagnolo di Vicente Escrivá, con protagonista Maria Rosaria Omaggio, tratto dall'omonimo libro di Josep Bernat Baldoví.